# Скало Феровијарио (Катанцаро)
Скало Феровијарио је насеље у Италији у округу Катанцаро, региону Калабрија.
Према процени из 2011. у насељу је живело 121 становника. Насеље се налази на надморској висини од 107 м.